# Husův sad (Ostrava)
Husův sad (od 17. století do konce 19. století Městský hřbitov v Moravské Ostravě, poté do roku 1918 Park Císaře Františka Josefa) je městský park na území zrušeného městského hřbitova v Ostravě. Nachází se v části Moravská Ostrava na okraji nynějšího historického jádra města, mezi ulicemi Českobratrská, Dvořákova, Přívozská a Milíčova.

## Historie

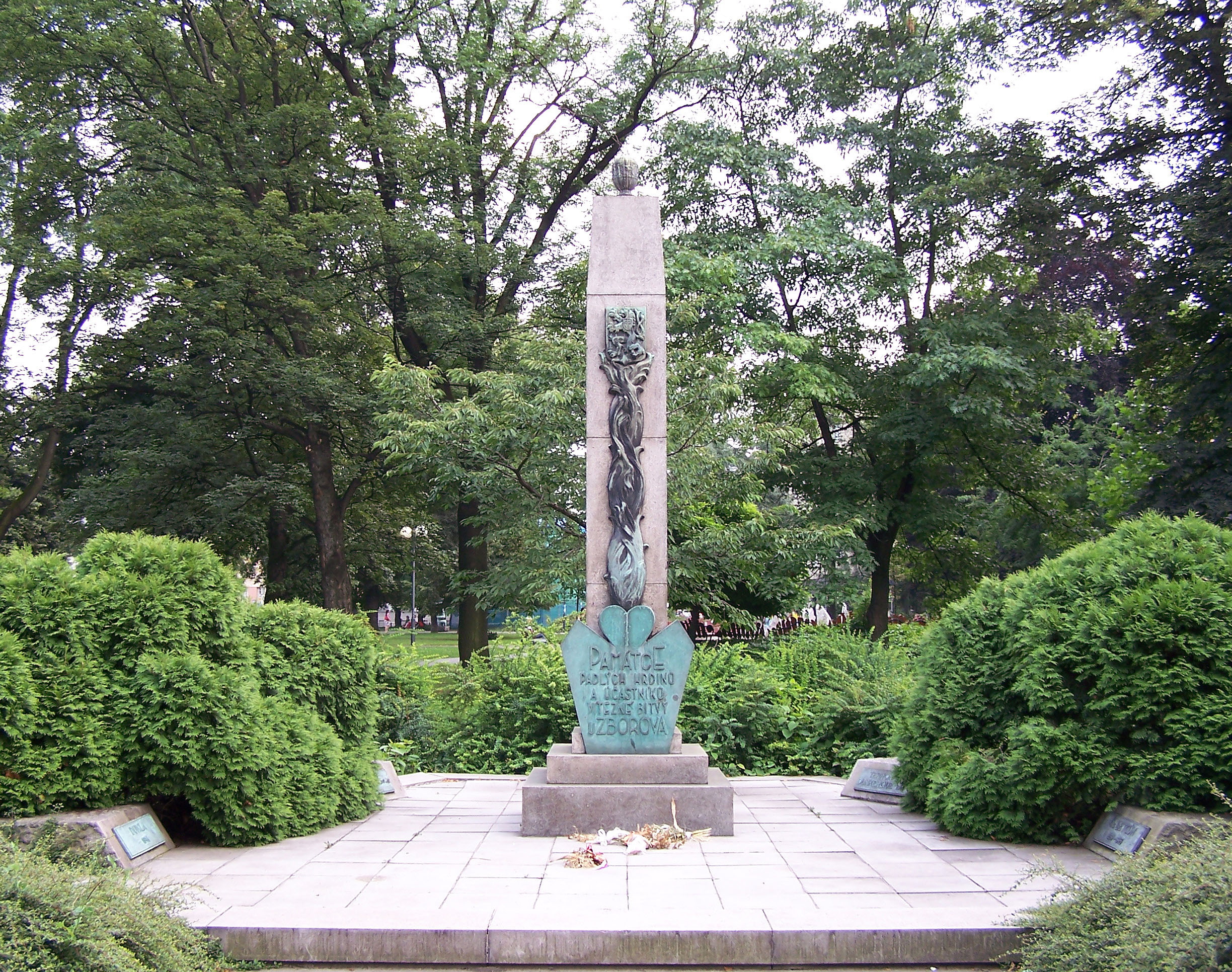
Památník padlým v bitvě u Zborova

Hřbitov vznikl před městskou Přívozskou bránou okolo roku 1660, původně pro pohřbívání většího množství obyvatel zemřelých na následky epidemií nemocí. Od roku 1784 do roku 1875, po naplnění kapacit hřbitova u kostela sv. Václava blízko hlavního náměstí, sloužilo pohřebiště jako hlavní městský hřbitov. Jeho součástí byl též židovský hřbitov.
Z důvodů rozrůstající se městské zástavby bylo rozhodnuto o založení nového městského hřbitova v Moravské Ostravě, zřízeného roku 1875. Pohřbívání zde bylo ukončeno v 80. letech 19. století, v 90. letech byl pak prostor přeměněn v park.
U bývalé východní zdi hřbitova v ulici Dvořákova byla zachována stavba novogotické Kaple sv. Anny, vybudované na památku zavraždění rakouské císařovny Alžběty, vztyčená v letech 1899 až 1900. Financí k její stavbě bylo dosaženo veřejnou sbírkou.
Později vznikly v parku též památníky padlým v bitvě u Zborova (1927), padlým ve druhé světové válce a kašna.